# Clavecinista

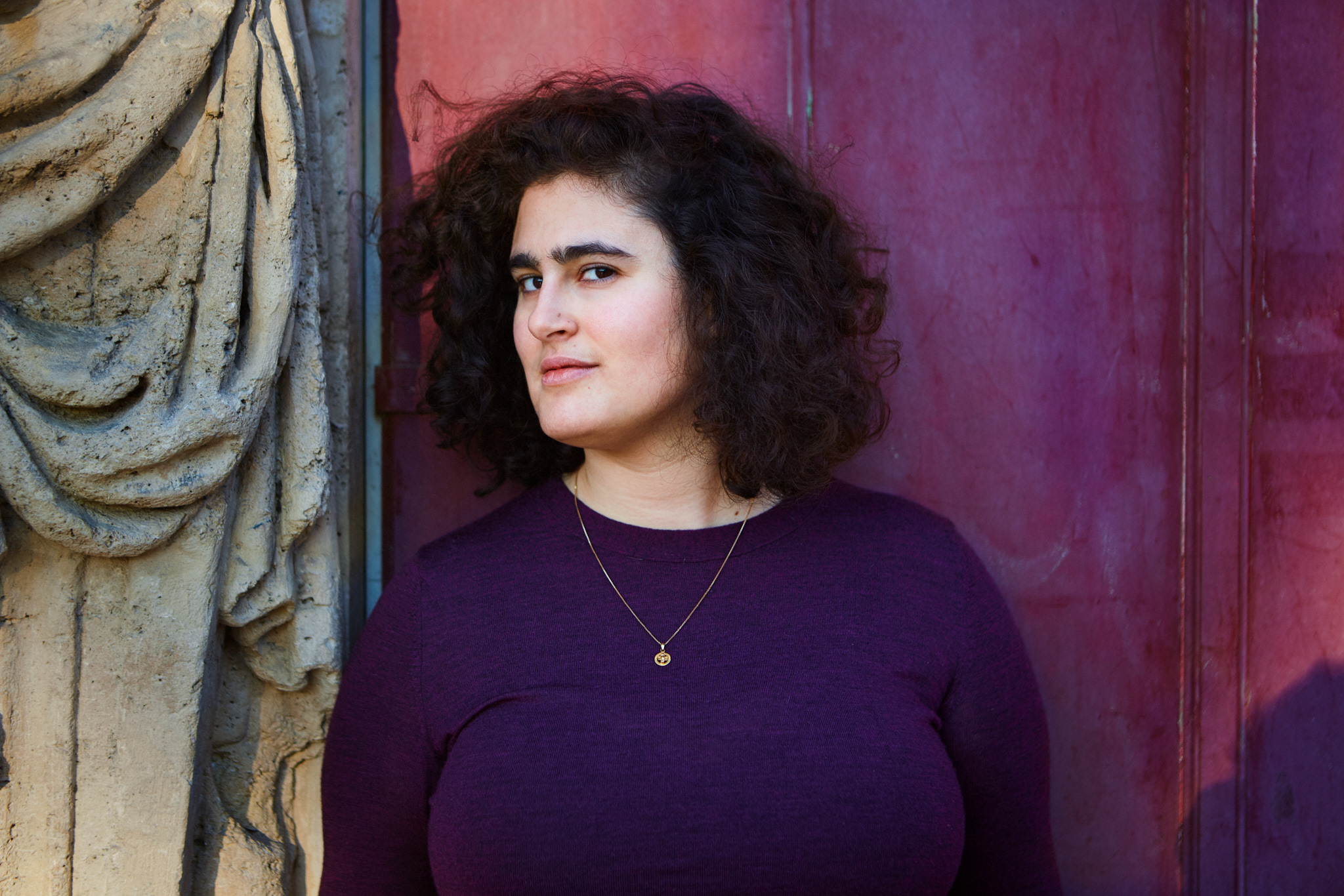
Lillian Gordis, clavecinista.

Un clavicembalista o clavecinista es un músico que interpreta obras al clavecín. Los nombres de los clavecinistas que conocemos de la época barroca se debe a que también eran compositores. El clavecinista en principio también interpreta obras en otros instrumentos de teclado y cuerda pulsada, como el virginal; algunos también interpretan otros instrumentos de teclado como por ejemplo el órgano (Gustav Leonhardt), el fortepiano (Andreas Staier), o incluso el piano.
Después del olvido del instrumento al siglo XIX, a comienzos del siglo XX se recupera la interpretación al clavecín, especialmente gracias a la pianista Wanda Landowska, al que se  dedicó de forma exclusiva; a pesar de todo, interpretaba sobre un clavicémbalo «moderno» construido por Pleyel, muy basado en los grandes pianos de la época y que tenía poco a ver con los clavicémbalos del siglo XVIII, con un sonido mucho más metálico y sorprendentemente débil. Fue a partir de los años 1950, con los estudios del clavecinista y organista Gustav Leonhardt, que se empezó a recuperar la interpretación del instrumento tal como se hacía al barroco, momento que coincide con la recuperación de la técnica de construcción de clavecines siguiendo los modelos barrocos.
- Datos: Q5371902
- Multimedia: Harpsichordists / Q5371902